# Balatoni halfajok listája
Az alábbi lista a Balatonban leggyakrabban előforduló halfajokat tartalmazza.
| A faj magyar neve      | A faj latin neve                         | Kép |
| ---------------------- | ---------------------------------------- | --- |
| 1. Csuka               | Esox lucius L.                           |     |
| 2. Bodorka             | Rutilus rutilus L.                       |     |
| 3. Amur                | Ctenopharyngodon idella Cuv. et Val.     |     |
| 4. Vörösszárnyú keszeg | Scardinius erythrophthalmus L.           |     |
| 5. Jászkeszeg          | Leuciscus idus L.                        |     |
| 6. Balin               | Aspius aspius L.                         |     |
| 7. Szélhajtó küsz      | Alburnus alburnus L.                     |     |
| 8. Karikakeszeg        | Blicca bjoerkna L.                       |     |
| 9. Dévérkeszeg         | Abramis brama L.                         |     |
| 10. Lapos keszeg       | Abramis ballerus L.                      |     |
| 11. Garda              | Pelecus cultratus L.                     |     |
| 12. Compó              | Tinca tinca L.                           |     |
| 13. Halványfoltú küllő | Gobio albipinnatus vladykovi             |     |
| 14. Kínai razbóra      | Pseudorasbora parva Schlegel             |     |
| 15. Szivárványos ökle  | Rhodeus sericeus amarus Bloch            |     |
| 16. Kárász             | Carassius carassius L.                   |     |
| 17. Ezüstkárász        | Carassius auratus gibelio Bloch          |     |
| 18. Ponty              | Cyprinus carpio L.                       |     |
| 19. Fehér busa         | Hypophthalmichthys molitrix Cuv. et Val. |     |
| 20. Pettyes busa       | Aristichthys nobilis Richardson          |     |
| 21. Réti csík          | Misgurnus fossilis L.                    |     |
| 22. Európai harcsa     | Silurus glanis L.                        |     |
| 23. Törpeharcsa        | Ictalurus melas Rafinesque               |     |
| 24. Európai angolna    | Anguilla anguilla L.                     |     |
| 25. Naphal             | Lepomis gibbosus L.                      |     |
| 26. Sügér              | Perca fluviatilis L.                     |     |
| 27. Vágó durbincs      | Gymnocephalus cernuus L                  |     |
| 28. Fogassüllő         | Stizostedion lucioperca L.               |     |
| 29. Kősüllő            | Stizostedion volgense Gmelin             |     |
| 30. Folyami géb        | Neogobius fluviatilis Pall.              |     |
| 31. Fejes domolykó     | Leuciscus cephalus L                     |     |